# De moord op de antiquair
De moord op de antiquair is een hoorspel naar het verhaal Markheim (1886) van Robert Louis Stevenson. In een bewerking van Leo van der Zande en een vertaling van Hans Bronkhorst zond de KRO het uit op 10 januari 1986. De regisseur was Johan Dronkers. Het hoorspel duurde 19 minuten.

## Rolbezetting
- Peter Aryans (verteller)
- Jaap Maarleveld (de antiquair)
- Jimmy Berghout (Markheim)

## Inhoud
Op kerstdag komt Markheim, de hoofdpersoon, naar de winkel van een antiquair en beweert dat hij op zoek is naar een geschenk voor een dame. Zijn ware bedoeling is echter de man te vermoorden, zodat hij zijn waar en geld kan stelen. Markheim wijst het voorstel van de antiquair af om een handspiegel te kopen voor de dame. Hij noemt zoiets “een geweten met een handvat.” Vermoedelijk als gevolg van zijn reactie op de spiegel voelt Markheim zijn geweten zelfs knagen vooraleer hij de moord begaat. Terwijl de antiquair nog steeds bezig is te zoeken naar een passend geschenk, steekt Markheim hem neer…